# Jan Niecisław Baudouin de Courtenay
Jan Niecisław Baudouin de Courtenay, född 13 mars 1845 i Radzymin nära Warszawa, död 3 november 1929, var en polsk språkforskare.
Baudouin blev professor i slavisk filologi vid Kazans universitet 1874, vid Dorpats 1883, sedan i Krakow och därefter i jämförande språkforskning vid Sankt Petersburgs universitet. Efter ryska revolutionen 1917 blev han professor vid universitetet i Warszawa. 
Baudoin utförde flera viktiga undersökningar om bland annat äldre och yngre polska och om slovenska dialekter. Han var medarbetare i flera vetenskapliga tidskrifter och lämnade i skrifter på polska, ryska, tjeckiska eller tyska värdefulla bidrag till sin vetenskap, bland annat Utbredningen av latinska alfabetets bruk i de slaviska språken (1865), Om det gamla polska språket före 14:e århundradet (1870), Om de indoeuropeiska språkens jämförande grammatik (1881), Übersicht der slavischen Sprachenwelt im Zusammenhange mit den anderen ario-europäischen Sprachen (1884), Om språkets patologi och embryologi (1885-86) samt Versuch einer Theorie phonetischer Alternationen.
Baudouin spelade även en uppmärksammad socialpolitisk roll, först i Ryssland, där hans djärvt uttalade radikala idéer ådrog honom åtal under tsarregimen, och sedan i Polen, där han ivrigt uppträdde mot antisemitismen.